# مبادرة تكريم للإنجازات العربية
تكريم هي جائزة سنوية تُعطي للعرب أصحاب الإنجازات المتميزة في عدة فئات. أسسها ريكاردو كرم في 2010. وتهدف إلى نشر التفوّق العربي في مختلف المجالات والميادين. سميت في الدورات الأولى باسم «مبادرة تكريم» ثم تحول لاحقا إلى «تكريم».

## دورة 2010
جرى الحفل الأوّل لمبادرة تكريم في كازينو لبنان في بيروت في العام 2010 بحضور نخبة من الشخصيات العربيّة.

## دورة 2011
جرى حفل تكريم الثاني. فبرعاية صاحب السمو، أمير دولة قطر، الشيخ حمد بن خليفة آل ثاني، وبالتعاون مع وزارة الثقافة والفنون والتراث، جرى تكريم نخبة من أبرز المبدعين تقديراً لإنجازاتهم الاستثنائية، خلال حفل مميّز أقيم في الحي الثقافي - كتارا، الدوحة - قطر، 30 أبريل، 2011.
قدّمت مذيعة قناة الجزيرة ليلى الشيخلي وحضر أكثر من 500 شخصية عربية وعالمية.
تألفت جنة التحكيم الدولية من جلالة الملكة نور الحسين، معالي الوزير السابق الدكتور الأخضر الإبراهيمي، الدكتور محمد البرادعي، سعادة النائب الدكتورة حنان عشراوي، السيد كارلوس غصن، والسيد رجا صيداوي، وهي وجوه بارزة عالمياً، مؤتمنة على إتمام عملية الغربلة الثانية، واختيار الفائزين عن كل فئة من فئات تكريم:

•	جائزة تكريم لتعزيز السلام: حركة الشباب العربي

•	جائزة تكريم للأعمال الخيرية والخدمات الإنسانية: سعاد الجفالي - المملكة العربية السعودية

•	جائزة تكريم لامرأة العام العربية: سهير بلحسن - تونس

•	جائزة تكريم للمساهمة الدولية الاستثنائية في المجتمع العربي: جورج غالاوي - المملكة المتحدة

•	جائزة تكريم للابتكار في مجال التعليم: أسرة إلهام - فلسطين، تمثلها معالي الوزيرة لميس العلمي

•	جائزة تكريم للمبادرين الشباب: سمر محارب - الأردن

•	جائزة تكريم للتنمية البيئية المستدامة: طبيعة العراق - العراق، يمثّلها عزّام الواش

•	جائزة تكريم للإنجاز العلمي والتكنولوجي: مجيد كاظمي - فلسطين

•	جائزة تكريم للإنجاز الثقافي: محمد غني - العراق

•	جائزة تكريم للقيادة البارزة للأعمال: غانم بن سعد آل سعد – قطر

## دورة 2013
عُقدت في معهد العالم العربي في باريس وتكون المجلس التحكيمي من حنان عشراوي ونهى الحجيلان ومي آل خليفة وبولا الصباح وكارلوس غصن وآلان كاربنتيي والأخضر الإبراهيمي وأندري أزولاي ورجا صيداوي وليلى شرف ومحمد منصور ومارك ليفي.

### الفائزون
- جائزة تكريم للمرأة العربية الرائدة: هناء إدوار - العراق
- جائزة تكريم للقيادة البارزة للأعمال: جورج الترس - لبنان
- جائزة تكريم للمبادرين الشباب: خالد السبعاوي - فلسطين
- جائزة تكريم للمساهمة الدولية في المجتمع العربي: التعليم من أجل التوظيف - الولايات المتحدة
- جائزة تكريم للتنمية البيئية المستدامة: سامح سيف غالي - مصر
- جائزة تكريم للخدمات الإنسانية والمدنية: ندوة القرغولي - العراق
- جائزة تكريم للإبداع العلمي والتكنولوجي: أمين قسيس - سوريا
- جائزة تكريم لإنجازات العمر: علياء الصلح - لبنان
- جائزة تكريم للإبداع الثقافي: جورج طرابيشي - سوريا
- جائزة تكريم للابتكار في مجال التعليم: جهاد شجاعية - فلسطين

## دورة 2014
ضمّ مجلس تجكيم الجائزة جلالة الملكة نور الحسين وسمو الأميرة بندري عبد الرحمن الفيصل والشيخة بولا الصباح وحنان عشراوي والشيخة مي بنت محمد آل خليفة وعيسى أبو عيسى والمستشار الملكي أندريه أزولاي والصناعي كارلوس غصن وأنيس الحجار ونورا جنبلاط وسعاد جفالي وسامر خوري وحياة مروة ورجا صيداوي وعدنان يوسف ومعتز الألفي والشيخ صالح التركي. اٌقيم حفل تقديم الجوائز في مراكش بالمغرب وقدّم الحفل ليلى الشيخلي.

### الفائزون
- جائزة تكريم للخدمات الإنسانية والمدنية: أمينة السلاوي - المغرب
- جائزة تكريم لامرأة العام العربية: أمل الباشا - اليمن
- جائزة تكريم للمساهمة الدولية الاستثنائية في المجتمع العربي: جمعية إغاثة أطفال فلسطين - الولايات المتحدة
- جائزة تكريم للابتكار في مجال التعليم: عزّة كامل - مصر
- جائزة تكريم للمبادرين الشباب: كامل الأسمر - الأردن
- جائزة تكريم للتنمية البيئية المستدامة: معهد الأبحاث التطبيقية _ القدس (أريج) - فلسطين
- جائزة تكريم للإنجاز العلمي والتكنولوجي: لحاظ الغزالي - العراق/الإمارات
- جائزة تكريم للإبداع الثقافي: معهد إدوارد سعيد الوطني للموسيقى - فلسطين
- جائزة تكريم للقيادة البارزة للأعمال: سميح طوقان، الأردن
- جائزة تكريم لإنجازات العمر: جيلبير شاغوري، لبنان/نيجيريا
- جائزة تكريم لإنجازات العمر: غسان تويني، لبنان

## دورة 2015
اُقيمت بدبي في 14 نوفمبر 2015.

### الفائزون
- جائزة تكريم للخدمات الإنسانية والمدنية: جمانة عودة - فلسطين
- جائزة تكريم للمرأة العربية الرائدة: فيان دخيل - العراق
- جائزة تكريم للمساهمة الدولية في المجتمع العربي: منظمة إنقاذ الطفولة «الشرق الأوسط»
- جائزة تكريم للابتكار في مجال التعليم: روان بركات - الأردن
- جائزة تكريم للمبادرين الشباب: خالد الخضير - السعودية
- جائزة تكريم للتنمية البيئية المستدامة: الحركة البيئية اللبنانية - لبنان
- جائزة تكريم للإبداع العلمي والتكنولوجي: فضلو خوري - لبنان
- جائزة تكريم للإبداع الثقافي: مؤسسة الكمنجاتي - فلسطين
- جائزة تكريم للقيادة البارزة للأعمال: نبيل حبايب - لبنان
- جائزة تكريم لإنجازات العمر: غازي القصيبي - السعودية
- جائزة تكريم لإنجازات العمر: ممدوحة السيد بوبست، لبنان
- جائزة تكريم لإنجازات العمر: هلال الساير وزوجته مارغريت - الكويت
- جائزة تكريم لإنجازات العمر: رياض الصادق - فلسطين

## دورة 2016
اُقيمت الدورة في دار الأوبرا المصرية في القاهرة بمصر.

### الفائزون
- جائزة تكريم للقيادة البارزة للأعمال: سليم أ. بسول - لبنان
- جائزة تكريم للمساهمة الدولية في المجتمع العربي: أشوكا - العالم العربي
- جائزة تكريم للإبداع في مجال التعليم: النيزك - فلسطين
- جائزة تكريم للإبداع الثقافي: فنّي رغما عنّي - تونس
- جائزة تكريم لإنجازات العمر: بيل غيتس - الولايات المتحدة
- جائزة تكريم للإبداع العلمي والتكنولوجي: طارق أمين - السعودية
- جائزة تقدير خاص: إيتيل عدنان - لبنان
- جائزة تكريم للخدمات الإنسانية والمدنية: عزة عبد الحميد - مصر
- جائزة تكريم للمرأة العربية الرائدة: زينب سلبي - العراق
- جائزة تكريم للتنمية البيئية المستدامة: فاطمة جبريل - الصومال
- جائزة تكريم لإنجازات العمر: فاتن حمامة - مصر
- جائزة تكريم لإنجازات العمر: زها حديد - العراق
- جائزة تقدير خاص: غيداء طلال - الأردن
- جائزة تكريم للمبادرين الشباب: زياد سنكري - لبنان

## دورة 2017
اُقيمت الدورة في القصر الثقافي الملكي في عمّان بالأردن.

### الفائزون
- جائزة تكريم للإبداع العلمي والتكنولوجي: زهير الهليس - السعودية
- جائزة تكريم للمساهمة الدولية في المجتمع العربي: البستان بذور الحضارة - الولايات المتحدة
- جائزة تكريم للخدمات الإنسانية والمدنية: جسور - سوريا
- جائزة تكريم للإبداع الثقافي: المتحف العربي الأمريكي القومي - الولايات المتحدة
- جائزة القائد التاريخي: الحسين بن طلال - الأردن
- جائزة تقدير خاص: سلطان بن سلمان بن عبد العزيز آل سعود - السعودية
- جائزة تقدير خاص: نبيل نحاس - لبنان
- جائزة تقدير خاص: ملك النمر - تركيا
- جائزة تكريم للمرأة العربية الرائدة: معالي العسعوسي - الكويت
- جائزة تكريم للمبادرين الشباب: غانم المفتاح - قطر
- جائزة تكريم للإبداع في مجال التعليم: نهلا حولاّ - لبنان
- جائزة تكريم للقيادة البارزة للأعمال: ريمون دبّانة - لبنان
- جائزة تكريم للتنمية البيئية المستدامة: سارة التومي - تونس
- جائزة تكريم لإنجازات العمر: مارون سمعان - لبنان

## دورة 2018
اُقيمت الدورة في مركز الشيخ جابر الأحمد الثقافي في الكويت.

### الفائزون
- جائزة تكريم لإنجازات العمر: صباح الأحمد الجابر الصباح - الكويت
- جائزة تكريم للمرأة العربية الرائدة: فارعة السقاف - الكويت
- جائزة تكريم للمساهمة الدولية في المجتمع العربي: المعونة الأمريكية للاجئين في الشرق الأدنى - الولايات المتحدة
- جائزة تكريم للمبادرين الشباب: نادين حشاش حرم - لبنان
- جائزة تكريم للخدمات الإنسانية والمدنية: ماجدة جبران - مصر
- جائزة تكريم للإبداع في مجال التعليم: الطاهر بن الأخضر - تونس
- جائزة القائد التاريخي: جابر الأحمد الصباح - الكويت
- جائزة تقدير خاص: ناديا السقطي - السعودية
- جائزة تكريم للإبداع الثقافي: أحمد ماطر - السعودية
- جائزة تكريم للمبادرين الشباب: سامي حوراني - الأردن
- جائزة تكريم للقيادة البارزة للأعمال: إميل حداد - لبنان
- جائزة تكريم للإبداع العلمي والتكنولوجي: رشيد يزمي - المغرب

## وصلات خارجية
- الموقع الرسمي
- تكريم  على فيسبوك.
- تكريم في يوتيوب